# 红颊蓝饰雀
红颊蓝饰雀（学名：Uraeginthus bengalus），是梅花雀科蓝饰雀属的一种，分布于科特迪瓦、赞比亚、埃塞俄比亚、几内亚比绍、厄立特里亚、贝宁、塞内加尔、乍得、马里、安哥拉、索马里、毛里塔尼亚、卢旺达、喀麦隆、尼日尔、加纳、中非共和国、尼日利亚、利比里亚、肯尼亚、坦桑尼亚、布隆迪、刚果民主共和国、刚果、美国（引进种）、几内亚、冈比亚、苏丹、布基纳法索、多哥和乌干达。全球活动范围约为3,880,000平方千米。该物种的保护状况被评为无危。
红颊蓝饰雀的平均体重约为9.9克。栖息地包括亚热带或热带的（低地）干燥疏灌丛、牧草地、耕地、干燥的稀树草原、亚热带或热带的（低地）干草原和乡村花园。